# Pierre Grandcolas
Pierre Grandcolas, né le 4 août 1909 à Gripport (Meurthe-et-Moselle) et mort le 28 février 2009 à Lamastre (Ardèche), est un homme politique français. Il est notamment maire de Lamastre de 1953 à 1977 et député UDR de la 2e circonscription de l'Ardèche de 1973 à 1974.

## Détail des fonctions et des mandats
Mandat parlementaire
- 13 mai 1973 - 12 juillet 1974 : Député de la 2e circonscription de l'Ardèche

Mandat locaux
- 9 mai 1953 - 26 mars 1977 : Maire de Lamastre
- 29 octobre 1972 - 26 juin 1977 : Conseiller général du canton de Lamastre